# اکسترما (میناس گرایس)
اکسترما (به پرتغالی: Extrema) یک منطقهٔ مسکونی در برزیل است که در میناز ژرایس واقع شده‌است. اکسترما ۳۶٬۹۵۱ نفر جمعیت دارد.